# Mesapamea remmi
Mesapamea remmi är en fjärilsart som beskrevs av Rezbanyai-reser 1985. Mesapamea remmi ingår i släktet Mesapamea och familjen nattflyn. Inga underarter finns listade i Catalogue of Life.